# Dauwpuntkoeling
Dauwpuntkoeling is het koelen van de ventilatielucht in gebouwen door middel van verdampend water.

## Geschiedenis
Koelen door middel van verdampend water wordt door vele warmbloedige dieren, waaronder de mens, toegepast bij de temperatuurregulatie. Lichaamsvocht (transpiratie) verdampt in de omgevingslucht en koelt het lichaam. In de oudheid werd dit koelprincipe door de mens toegepast, bijvoorbeeld door bevochtigde tapijten, gordijnen en poreus steengoed. In gematigde streken was de toepassing beperkt, omdat het verdampende vocht de relatieve luchtvochtigheid binnenshuis snel tot onacceptabele waarden doet stijgen.

## Indirecte systemen
Om dit probleem te omzeilen werd de indirecte verdampingskoeler ontwikkeld, waarbij een warmtewisselaar de luchtsoorten scheidt zodat de koellucht geen vocht van elders aanvoert. Die systemen zijn gecompliceerd en omvangrijk door de aanwezigheid van extra warmtewisselaars, sproeikamers en pompen. Vanaf 2003 zijn eenvoudiger systemen op de markt gekomen. Een indirecte dauwpuntkoeler kan een lagere temperatuur bereiken dan de heersende natteboltemperatuur. Het gebruik van het statisch principe vormt mechanische vereenvoudiging. De indirecte dauwpuntkoeling heeft een aanzienlijk lager energiegebruik dan een conventionele airconditioningsinstallatie.

## Natteboltemperatuur
Wanneer om het kwikreservoir van een thermometer een met water bevochtigd kousje wordt bevestigd verkrijgt men een zogenoemde 'natte bol'. De temperatuur van de thermometer daalt omdat het verdampende vocht uit het kousje warmte onttrekt aan het reservoir. De buitenlucht voegt energie aan het kousje toe. Na verloop van tijd ontstaat een evenwichtssituatie: de temperatuur daalt niet verder: de natteboltemperatuur is bereikt. Hoe lager de relatieve vochtigheid van de omgevingslucht is, hoe lager de natteboltemperatuur wordt. De temperatuur van het dauwpunt wordt hiermee niet bereikt.

## Dauwpunt
Indien men een bekertje van spiegelend metaal vult met water, daarin een thermometer doopt en dan de temperatuur door middel van een ijsblokje en goed roeren doet dalen, dan zal de buitenkant van het bekertje na enige tijd plotseling beslaan. Door snel de thermometer af te lezen is vast te stellen bij welke temperatuur dat plaatsvindt. Deze temperatuur is het dauwpunt. Deze temperatuur is lager dan de natteboltemperatuur, omdat er geen sprake is van een warmtestroom om water te verdampen. Hier geldt: hoe lager de absolute vochtigheid van de omgevingslucht, hoe lager het dauwpunt.

## Dauwpuntkoeler

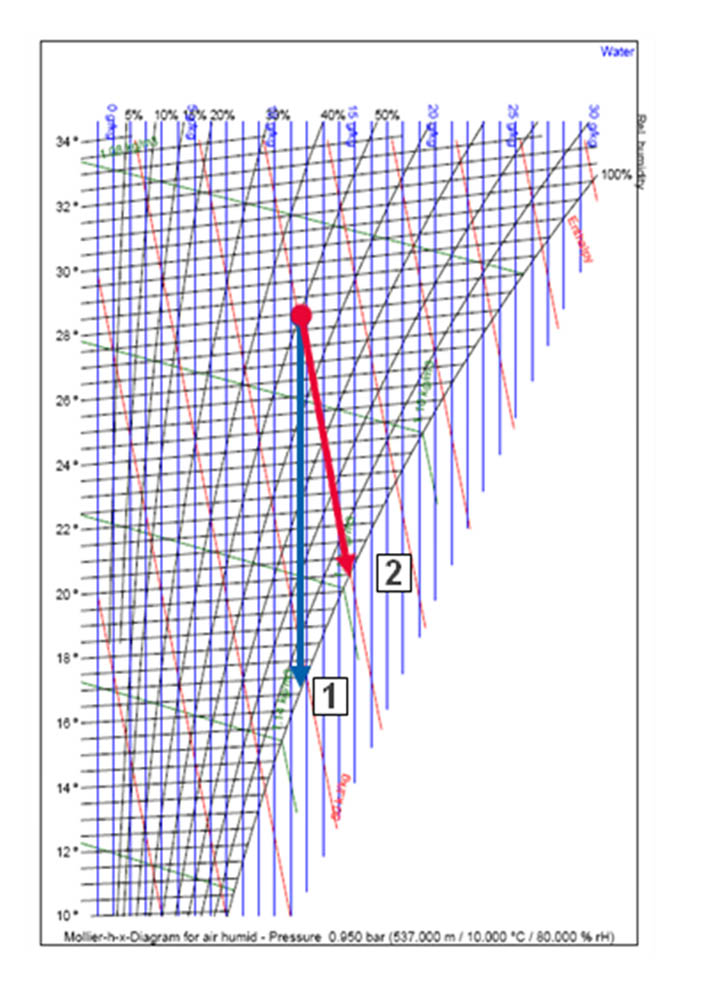
nattebol versus dauwpunt

Een dauwpuntkoeler is een indirecte verdampingskoeler met een tegenstroom- of kruisstroomwarmtewisselaar waarin de lucht van de te koelen ruimte afkoelt zonder in contact te komen met het verdampende water. Water wordt verdampt in een retourluchtstroom uit het gebouw, de proceslucht. De gekoelde proceslucht met het daarin verdampte water wordt afgevoerd naar de buitenwereld. De mate van koeling is hierbij afhankelijk van het dauwpunt, dus van de absolute vochtigheid van de omgevingslucht. Omdat de temperatuur van het dauwpunt lager ligt dan de natteboltemperatuur kan bij gelijke omstandigheden een uitgaande temperatuur bereikt worden die 3 à 4 K lager is. Een bijzonder kenmerk van dit type koeling is dat bij een in de loop van de dag stijgende temperatuur van de omgevingslucht, bijvoorbeeld onder invloed van de zon, de absolute vochtigheid gewoonlijk gelijk blijft en de koelcapaciteit van een dauwpuntkoeler stijgt bij een gelijkblijvend energiegebruik.

## Statische koeling
Recente ontwikkelingen maken gebruik van een aantal natuurlijke principes zoals de hygroscopische werking van bepaalde kunststoffen, adhesie, zwaartekracht, middelpuntvliedende kracht en die van de vallende film. Bewegende onderdelen worden zo tot het minimum beperkt, wat energie en onderhoud bespaart. Zo'n koeling is de statische dauwpuntkoeling.

Door uitsluitend kunststoffen toe te passen wordt het voldoen aan de wettelijke Legionella-voorschriften vereenvoudigd en het optreden van corrosie voorkomen.

## Binnenluchtkwaliteit
Doordat de koelcapaciteit mede afhankelijk is van de heersende buitenomstandigheden is het systeem geschikter voor topkoeling – waarbij de temperatuur van de gekoelde lucht de buitenluchttemperatuur op afstand volgt – dan voor het handhaven van een absolute binnentemperatuur. Gebruikers ervaren deze topkoeling als een aangename vorm van gekoeld ventileren, omdat het verschil met buiten niet te groot wordt. Ook loopt de relatieve luchtvochtigheid niet op, zoals bij de directe nattebolkoeling, noch neemt deze af zoals bij conventionele airconditioningapparatuur door het neerslaan van vocht uit de te koelen ruimte op de verdampers.